# Christina Aguilera in Concert
Sears and Levi's Tour é a primeira turnê da cantora Christina Aguilera.
Sears and Levi's Tour ou Psykoblast Tour foi a primeira turnê da cantora, patrocinada pelas marcas Sears and Levi's. Começou em julho de 2000 e terminou em outubro do mesmo ano, passando por mais de 40 cidades dos Estados Unidos e Canadá. Quando a turnê foi anunciada, Aguilera estava promovendo I Turn to You, terceiro single do seu primeiro álbum e ainda em fase de produção do álbum Mi Reflejo.
O então recente grupo Destiny's Child abriu os shows da turnê, juntamente a outros artistas e grupos menos conhecidos. Entre as músicas do repertório dos shows estavam faixas do álbum Christina Aguilera e dois covers: All Right Now e At Last, da famosa cantora soul, Etta James.

## Repertório
- Intro - Arabian Dance (Intro to "Genie In A Bottle")

1. "Genie In A Bottle"
2. "Somebody's Somebody"
3. "So Emotional"
4. "Don't Make Me Love You"
5. "I Turn to You"

- Interlude - DJ Remix

1. "All Right Now" (Cover de Free)
2. "When You Put Your Hands on Me"
3. "At Last" (Cover de Etta James)
4. "Love For All Seasons"
5. "Come on Over Baby (All I Want Is You)"
6. "What a Girl Wants"

1. Genie In A Bottle  
2. Somebody´s Somebody 
3. So Emotional  
4. Don't Make Me Love You 
5. I Turn To You  
6. When You Put Your Hands On Me 
7. At Last  
8. All Right Now  
9. Love For All Seasons  
10. Come On Over Baby (All I Want Is You) 

## Banda
- Michael Anderson - Baixo
- Alex Alessandroni  - Teclado
- Bryan - Teclado
- JJ - Teclado
- DJ George
- Raphiel - Teclado
- Ezquiel Alara - Teclado
- Dans Sistos - Violão
- Teddy Campbell - Bateria
- Kay Chann - Programação
- Coro Back-up Latonya Holumas
- Coro Back-up Elizabeth Quintones
- Coro Back-up Diane Gordon
- Coro Back-up Yvinn Patrick

## Dançarinos
- Buddy
- Jorge Santos
- Roman
- Nancy
- Kayla
- Robert Vinson
- Robin
- Evan
- Lisa
- Nick Aragon
- Jermaine Browne
- George Mynett
- Steban

## Shows de Abertura
- Destiny's Child
- The Moffats
- Soul Decision (7 de Julho - 19 de Julho - 19 de Agosto - 11 de Setembro)
- Sygnature
- The Moffatts (7 de Julho - 19 de Julho)
- MyTown (17 de Julho - 19 de Julho)
- McMaster & James (7 de Julho - 19 de Julho)
- Alecia Elliot
- Before Dark
- Faze 4 (1º de Julho)

## Datas
Toda a turnê ocorreu durante o ano 2000.
| Data             | Cidade            | Local                                           | País           |
| ---------------- | ----------------- | ----------------------------------------------- | -------------- |
| América do Norte |                   |                                                 |                |
| 1º de Julho      | Milwaukee         | Marcus Amphitheatre                             | Estados Unidos |
| 2 de Julho       | Sioux Falls       | Sioux Empire Fairgrounds                        | Estados Unidos |
| 4 de Julho       | Merrillville      | Star Plaza Theatre                              | Estados Unidos |
| 5 de Julho       | Traverse City     | Traverse Bay Casino Resort Music Stage          | Estados Unidos |
| 7 de Julho       | Toronto           | Air Canada Centre                               | Canadá         |
| 8 de Julho       | Montreal          | Molson Centre                                   | Canadá         |
| 10 de Julho      | Ottawa            | Corel Centre                                    | Canadá         |
| 13 de Julho      | Winnipeg          | Winnipeg Arena                                  | Canadá         |
| 14 de Julho      | Saskatoon         | Saskatchewan Place                              | Canadá         |
| 16 de Julho      | Edmonton          | Skyreach Centre                                 | Canadá         |
| 17 de Julho      | Calgary           | Canadian Airlines Saddledome                    | Canadá         |
| 19 de Julho      | Vancouver         | General Motors Place                            | Canadá         |
| 26 de Julho      | Paso Robles       | California Mid-State Fair                       | Estados Unidos |
| 28 de Julho      | Billings          | Metrapark Arena                                 | Estados Unidos |
| 29 de Julho      | Minot             | North Dakota State Fair                         | Estados Unidos |
| 31 de Julho      | Bonner Springs    | Sandstone Amphitheater                          | Estados Unidos |
| 1º de Agosto     | Maryland Heights  | Riverport Amphitheatre                          | Estados Unidos |
| 3 de Agosto      | Kearney           | Buffalo County Fair                             | Estados Unidos |
| 4 de Agosto      | Omaha             | Douglas County Fair                             | Estados Unidos |
| 6 de Agosto      | Noblesville       | Deer Creek Music Center                         | Estados Unidos |
| 7 de Agosto      | Nashville         | Amsouth Amphitheatre Anioch                     | Estados Unidos |
| 10 de Agosto     | Des Moines        | Iowa State Fair                                 | Estados Unidos |
| 11 de Agosto     | Springfield       | Illinois State Fair                             | Estados Unidos |
| 13 de Agosto     | Sedalia           | Missouri State Fair                             | Estados Unidos |
| 15 de Agosto     | Midland           | Midland County Fair                             | Estados Unidos |
| 16 de Agosto     | Columbus          | Ohio State Fair                                 | Estados Unidos |
| 19 de Agosto     | Chicago           | United Center                                   | Estados Unidos |
| 21 de Agosto     | Cincinnati        | Riverbend Music Center                          | Estados Unidos |
| 23 de Agosto     | Cleveland         | Gund Arena                                      | Estados Unidos |
| 24 de Agosto     | Clarkston         | Pine Knob Music Theatre                         | Estados Unidos |
| 26 de Agosto     | Burgettstown      | Post-Gazette Pavilion                           | Estados Unidos |
| 28 de Agosto     | St. Paul          | Minnesota State Fair                            | Estados Unidos |
| 30 de Agosto     | Darien            | Six Flags/Darien Lake Arts Center Darien Center | Estados Unidos |
| 31 de Agosto     | Essex Junction    | Champlain Valley Expo                           | Estados Unidos |
| 1º de Setembro   | Hardford          | Meadows Music Theatre                           | Estados Unidos |
| 3 de Setembro    | Syracuse          | New York State Fair                             | Estados Unidos |
| 6 de Setembro    | Holmdel           | P.N.C. bank Arts Center                         | Estados Unidos |
| 8 de Setembro    | Wantagh           | Jones Beach Amphitheater                        | Estados Unidos |
| 9 de Setembro    | Mansfield         | Tweeter Center for the Performing Arts          | Estados Unidos |
| 11 de Setembro   | Virginia Beach    | GTE Virginia Beach Amphitheater                 | Estados Unidos |
| 15 de Setembro   | Camden            | Blockbuster 3 Sony E-Center                     | Estados Unidos |
| 16 de Setembro   | Columbia          | Merriweather Post                               | Estados Unidos |
| 18 de Setembro   | Charlotte         | Blockbuster Pavilion                            | Estados Unidos |
| 19 de Setembro   | Raleigh           | Alltel Pavilion at Walnut Creek                 | Estados Unidos |
| 20 de Setembro   | Atlanta           | Lakewood Amphitheatre                           | Estados Unidos |
| 22 de Setembro   | Orlando           | TD Waterhouse Centre                            | Estados Unidos |
| 23 de Setembro   | Tampa             | Ice Palace                                      | Estados Unidos |
| 25 de Setembro   | West Palm Beach   | Mars Music Amphitheatre                         | Estados Unidos |
| 27 de Setembro   | Nova Orleans      | New Orleans Arena                               | Estados Unidos |
| 28 de Setembro   | Dallas            | Reunion Arena                                   | Estados Unidos |
| 2 de Outubro     | Greenwood Village | Fiddler’s Green Amphitheatre                    | Estados Unidos |
| 3 de Outubro     | Salt Lake City    | Delta Center                                    | Estados Unidos |
| 5 de Outubro     | Seattle           | KeyArena                                        | Estados Unidos |
| 6 de Outubro     | Portland          | Memorial Coliseum                               | Estados Unidos |
| 8 de Outubro     | Mountain View     | Shoreline Amphitheatre                          | Estados Unidos |
| 10 de Outubro    | Marysville        | Sacramento Valley Amphitheatre                  | Estados Unidos |
| 11 de Outubro    | Irvine            | Verizon Wireless Amphitheatre                   | Estados Unidos |
| 13 de Outubro    | Chula Vista       | Coors Amphitheatre                              | Estados Unidos |
| 14 de Outubro    | Anaheim           | Arrowhead Pond                                  | Estados Unidos |
| 15 de Outubro    | Phoenix           | American West Arena                             | Estados Unidos |